# ضرب (عروض)
الضَّرْبُ هي التفعيلة الأخيرة في عجز البيت الشعري، وهي لفظ مذكر. وهي تكون مُقَفَّاةً على نحو قافية القصيدة في كلّ بيت، وبذلك تحوي القافية والروي. قال معروف النودهي:

أقسام البيت الشعري

| آخِرُ شَطْرِ أَوَّلٍ عَرُوضُ     |  | وَالضَّرْبُ مَا تَمَّ بِهِ القَرِيضُ |
| تُؤَنَّثُ العَرُوضُ حَيْثُ تُذْكَرُ |  | وَالضَّرْبُ مِنْ جُمْلَةِ مَا يُذَكَّرُ |
| وَهِيَ لَهُ تَابِعَةٌ فِي مَطْلَعِ |  | قَصِيدَةٍ فِي بَيْتِهَا المُصَرَّعِ  |